# Dentobunus imperator
Dentobunus imperator is een hooiwagen uit de familie Sclerosomatidae.